# Faro Punta Corona
El Faro Punta Corona es un faro perteneciente a la Armada de Chile. Se ubica a 37 km de la localidad de Ancud en la Región de Los Lagos.	 Faro habitado.  Torre de concreto armado que fue construido por el ingeniero danés Enrique Siemsen. Puesto al servicio en 1859, tiene una altura de 9,5 metros y actualmente un alcance luminoso de 32 millas náuticas con una luz de xenón. Es considerado, en materia turística, entre las doce maravillas patrimoniales de la Región de Los Lagos. Es el segundo faro puesto en servicio en Chile.